# Filosofía antigua
La filosofía antigua es el período de la historia de la filosofía occidental que corresponde a la Edad Antigua. Comprende la filosofía griega (presocrática y helenística) y la filosofía romana. Duró más de 1100 años, desde alrededor del año 600 a. C. (con Tales de Mileto) hasta el siglo VI d. C., cuando los últimos neoplatónicos estaban activos. Sus principales ubicaciones fueron la antigua Grecia y el Imperio romano.
La filosofía de la antigüedad fue limitada geográficamente en el Mediterráneo. Los filósofos de la antigüedad pueden dividirse a grandes rasgos en diferentes grupos. Primero, los filósofos anteriores a Sócrates, llamados «presocráticos» (alrededor del 600 - 400 a. C.) y conocidos por dar «el paso del mito al logos». Luego, el período clásico griego, que comienza con Sócrates (alrededor del 500 - 300 a. C.). Platón, alumno de Sócrates, y Aristóteles, alumno de Platón, se convirtieron en dos de los filósofos más importantes e influyentes, conocidos como los «socráticos mayores». Otros contemporáneos fueron los sofistas y los «socráticos menores» (megáricos, cínicos y cirenaicos). Finalmente, la filosofía del período helenístico siguió al período clásico, seguida por la filosofía de la antigüedad tardía, que incluyen a los epicúreos, los estoicos, los escépticos y los neoplatónicos.
Otras tradiciones filosóficas importantes de la antigüedad fueron la filosofía china y la filosofía india, influyentes fueron las culturas del judaísmo, el antiguo Egipto, el Imperio persa y Mesopotamia. En las regiones del Creciente Fértil, Irán y Arabia surgió la literatura filosófica de los libros sapienciales y que hoy domina la cultura islámica. La literatura sapiencial temprana del Creciente Fértil era un género que buscaba instruir a las personas sobre la acción ética, la vida práctica y la virtud a través de historias y proverbios. En el Antiguo Egipto, estos textos eran conocidos como sebayt («enseñanzas») y son fundamentales para nuestra comprensión de la filosofía del Antiguo Egipto. La astronomía babilónica también incluyó muchas especulaciones filosóficas sobre la cosmología que pudieron haber influido en los antiguos griegos. 
La filosofía judía y la filosofía cristiana son tradiciones religio-filosóficas que se desarrollaron tanto en Oriente Medio como en Europa, que comparten ciertos textos judaicos primitivos (principalmente el Tanaj) y creencias monoteístas. Los pensadores judíos como los Geonim de las Academias Talmúdicas en Babilonia y el filósofo Maimónides estudiaban la filosofía griega e islámica. Más tarde, la filosofía judía estuvo bajo fuertes influencias intelectuales occidentales e incluye las obras de Moisés Mendelssohn, quien marcó el comienzo de la Haskalá (también conocida como la ilustración judía), el existencialismo judío y el judaísmo reformista.
La filosofía persa preislámica comienza con el trabajo de Zoroastro, uno de los primeros promotores del monoteísmo y del dualismo entre el bien y el mal. Esta cosmogonía dualista influyó en los desarrollos iraníes posteriores, como el maniqueísmo, el mazdakismo y el zurvanismo.

## Descripción general
El pensamiento filosófico genuino, que depende de percepciones individuales originales, surgió en muchas culturas de forma aproximadamente contemporánea. Karl Jaspers denominó Era Axial del pensamiento humano al intenso periodo de desarrollo filosófico que comenzó en torno al siglo VII a. C. y concluyó alrededor del siglo III a. C.
En la filosofía occidental, la expansión del cristianismo en el Imperio romano marcó el final de la filosofía helenística y el comienzo de la filosofía medieval, mientras que en Oriente Próximo, la expansión del islam a través del Imperio árabe marcó el final de la filosofía iraní antigua y el comienzo de la filosofía islámica primitiva.

## Filosofía antigua griega y romana

Relación gráfica entre los distintos filósofos y pensadores presocráticos; las flechas rojas indican una relación de oposición.

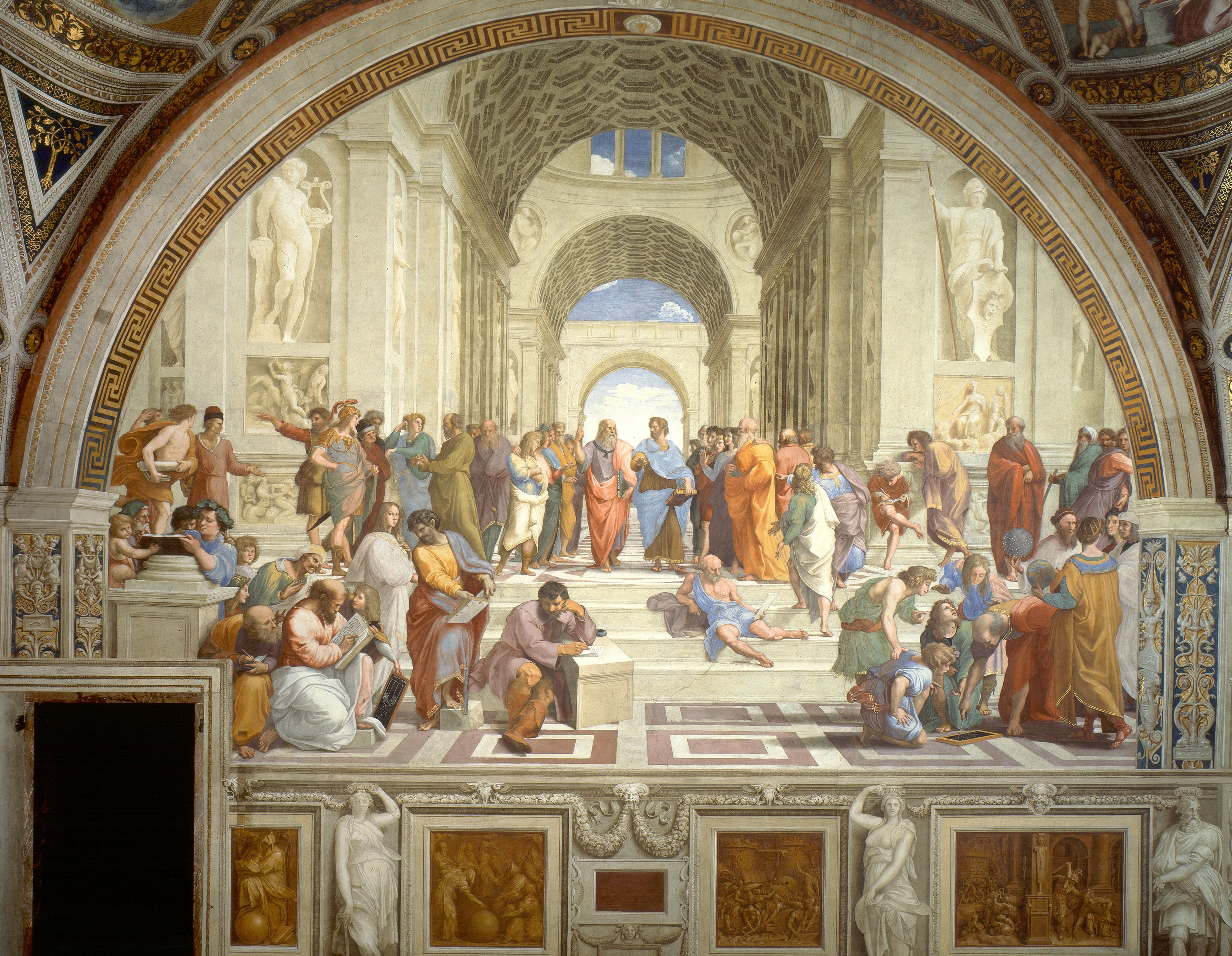
Fresco representando a La Escuela de Atenas, de Rafael, que representa a un grupo de antiguos filósofos griegos debatiendo. (Museos Vaticanos).

### Filósofos

#### Filósofos presocráticos

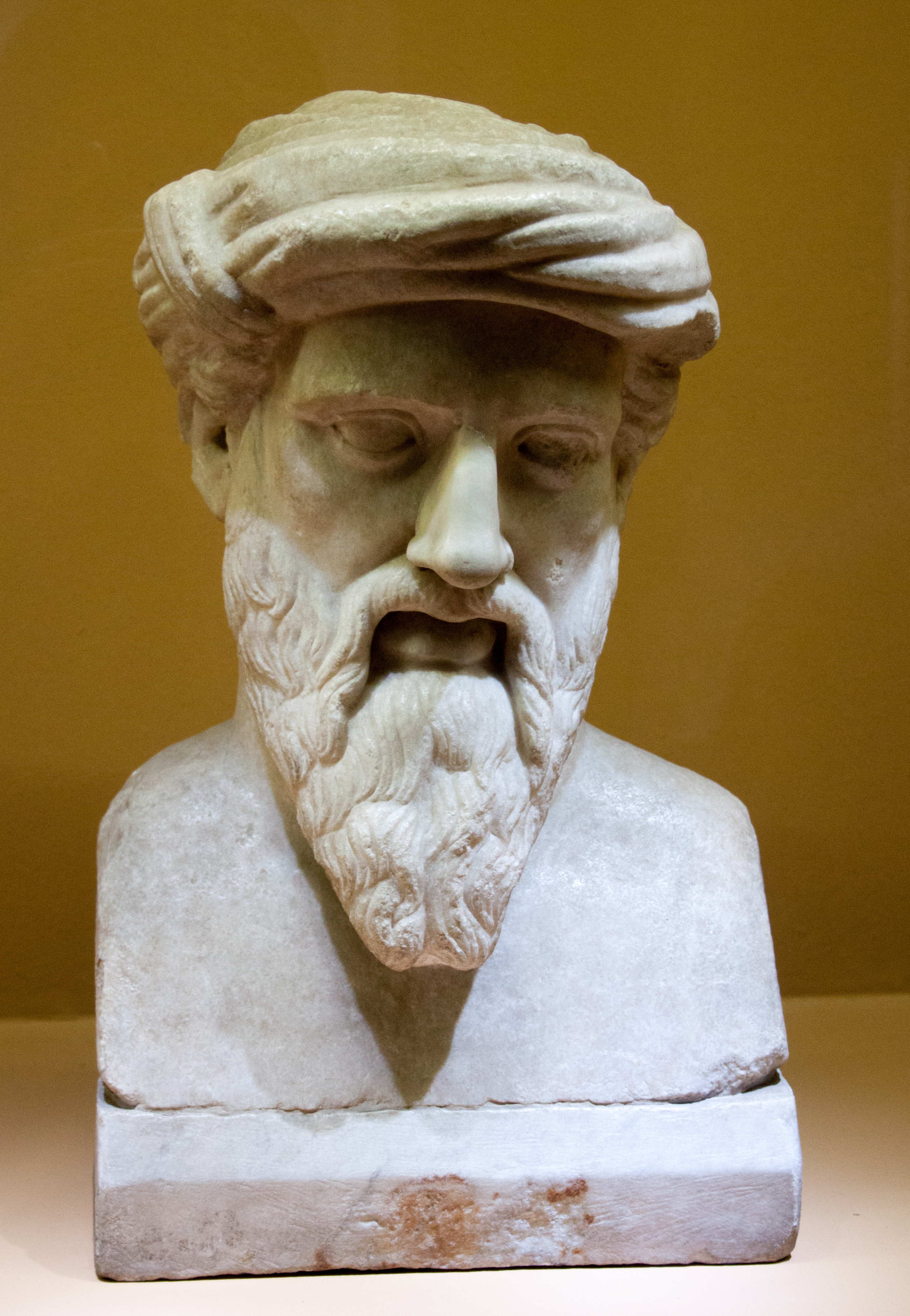
Busto de Pitágoras en los Museos Capitolinos.

- Escuela de Mileto

Tales de Mileto (624 - c 546 a. C.)
Anaximandro (610 - 546 a. C.)
Anaxímenes de Mileto (c. 585 - c. 525 a. C.)
- Pitagóricos

Pitágoras (582 - 496 a. C.)
Filolao (470 - 380 a. C.)
Alcmeón de Crotona
Arquitas (428 - 347 a. C.)
- Heráclito (535 - 475 a. C.)
- Escuela eleática

Jenófanes (570 - 470 a. C.)
Parménides (510 - 440 a. C.)
Zenón de Elea (490 - 430 a. C.)
Meliso de Samos (c. 470 a. C. - ?)
- Pluralistas

Empédocles (490 - 430 a. C.)
Anaxágoras (500 - 428 a. C.)
- Atomistas

Leucipo de Mileto (primera mitad del siglo V a. C.)
Demócrito (460 - 370 a. C.)
Metrodoro de Quíos (siglo IV a. C.)
- Ferécides de Siros (siglo VI a. C.)
- Sofistas

Protágoras (490 - 420 a. C.)
Gorgias (487 - 376 a. C.)
Antifonio (480 - 411 a. C.)
Pródico (465/450 - después del 399 a. C.)
 Hipias (mediados del siglo V a. C.)
Trasímaco (459 - 400 a. C.)
Calicles
Critias
Licofrón
- Diógenes de Apolonia (c. 460 a. C. - ?)

#### Filósofos griegos clásicos
- Sócrates (469 - 399 a. C.)
- Euclides de Megara (450 - 380 a. C.)
- Antístenes (445 - 360 a. C.)
- Aristipo (435 - 356 a. C.)
- Platón (428 - 347 a. C.)
- Espeusipo (407 - 339 a. C.)
- Diógenes de Sínope (400-325 a. C.)
- Xenócrates (396 - 314 a. C.)
- Aristóteles (384 - 322 a. C.)
- Estilpón de Mégara (380 - 300 a. C.)
- Teofrasto (370 - 288 a. C.)

#### Filosofía helenística
- Pirrón (365 - 275 a. C.)
- Epicuro (341 - 270 a. C.)

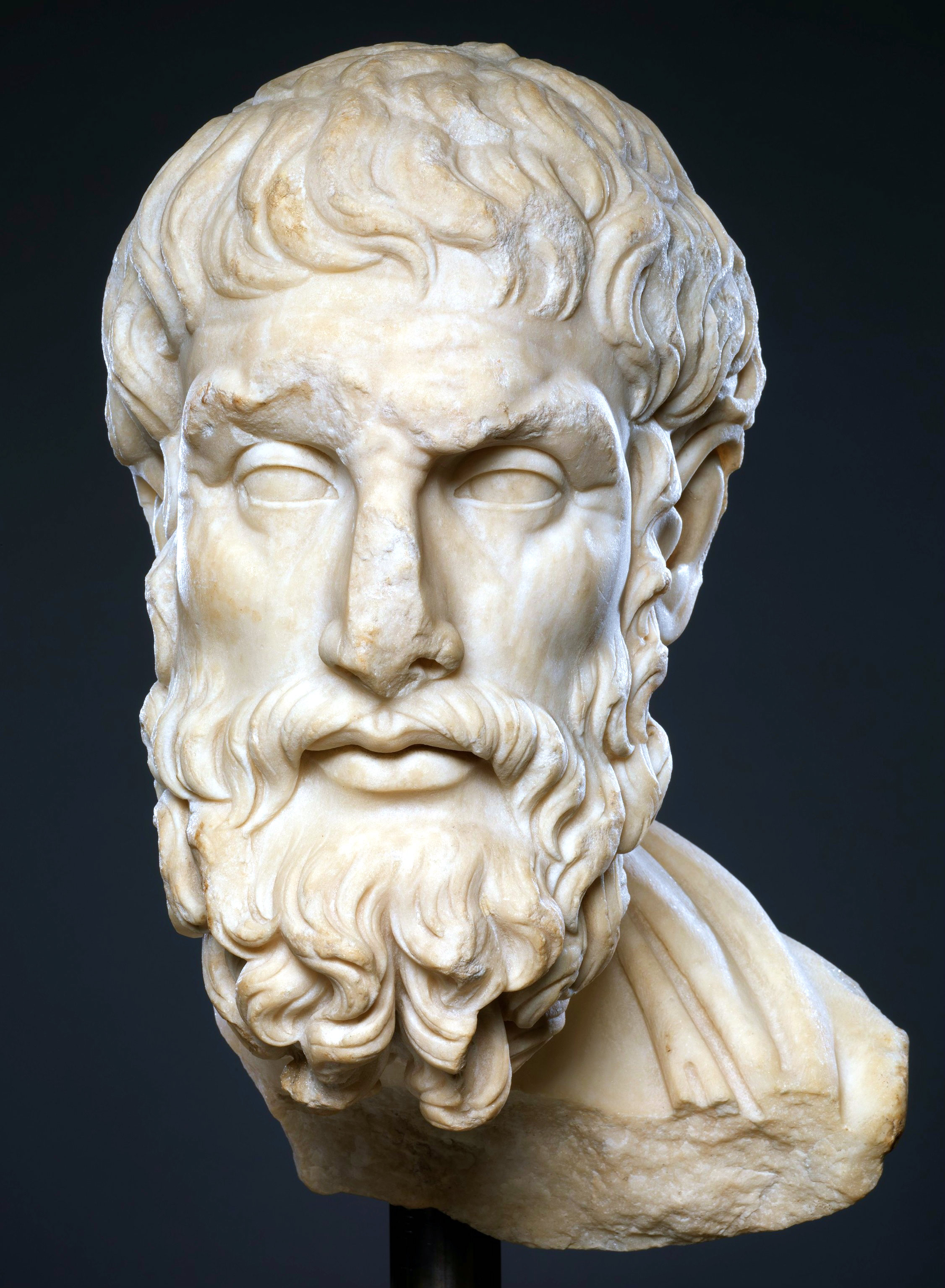
Busto representando a Epicuro. Copia romana del de un original griego de la primera mitad del Museo Metropolitano de Arte de Nueva York.

- Metrodoro de Lampsaco (el joven) (331 - 278 a. C.)
- Zenón de Citio (333 - 263 a. C.)
- Cleantes (c. 330 - c. 230 a. C.)
- Timón (320 - 230 a. C.)
- Arcesilao (316 - 232 a. C.)
- Menipo (siglo III a. C.)
- Arquímedes (c. 287 - 212 a. C.)
- Crisipo de Solos (280 - 207 a. C.)
- Carneades (214 - 129 a. C.)
- Clitómaco (187 - 109 a. C.)
- Metrodoro de Estratónicea (finales del siglo II a. C.)
- Filón de Larisa (160 - 80 a. C.)
- Posidonio (135 - 51 a. C.)
- Antíoco de Ascalón (130 - 68 a. C.)
- Enesidemo (siglo I a. C.)
- Agripa (siglo I a. C.)

### Escuelas de pensamiento helenísticas
- Escepticismo académico
- Cínicoismo
- Cirenaicismo
- Eclecticismo
- Epicureísmo
- Platonismo Medio
- Neoplatonismo
- Neopitagorismo
- Escuela Peripatética
- Pirronismo
- Estoicismo
- Sofismo

### Filosofía romana y cristiana temprana
Véase también: Filosofía cristiana
- Neoplatonismo en el cristianismo
- Escuela de los Sextii

### Filósofos en época romana
- Cicerón (106 - 43 a. C.)
- Lucrecio (94 - 55 a. C.)
- Séneca el Joven (4 a. C.-65 d. C.)

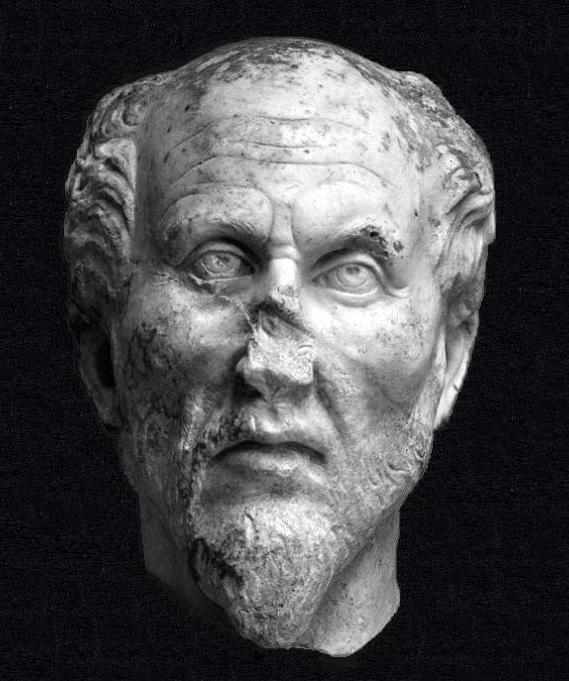
Plotino.Cabeza en mármol blanco. Museo Ostia Antica, inv. 436. Cuello partido en diagonal, cabeza partida en dos mitades y reconstruida. Falta la mitad inferior de la nariz. Es una de las cuatro réplicas descubiertas en Ostia. La identificación como Plotino es plausible pero no está probada.

- Musonio Rufo (30 - 100 d. C.)
- Plutarco (45 - 120 d. C.)
- Epicteto (55 - 135 d. C.)
- Favorino (c. 80 - c. 160 CE)
- Marco Aurelio (121 - 180 d. C.)
- Clemente de Alejandría (150 - 215 d. C.)
- Alcino (filósofo) (siglo II d. C.)
- Sexto Empírico (siglo III d. C.)
- Alejandro de Afrodisias (siglo III d. C.)
- Amonio Saccas (siglo III d. C.)
- Plotino (205 - 270 d. C.)
- Porfirio (232 - 304 CE)
- Jámblico (242 - 327 d. C.)
- Temistio (317 - 388 d. C.)
- Ambrosio (340-397)
- Agustín de Hipona (354 - 430)
- Proclus (411 - 485 CE)
- Damascio (462 - 540)
- Boecio (472 - 524 d. C.)
- Simplicio de Cilicia (490-560)
- Juan Filoponio (490 - 570 d. C.)

Lista de escuelas comúnmente aceptadas en este período filosófico:

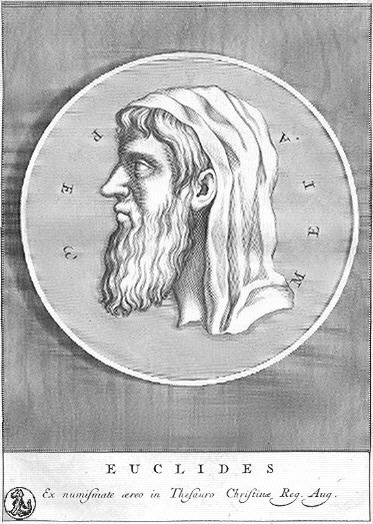
Retrato de Euclides de Megara.

- la Escuela Jónica (a distinguir de los filósofos milsianos), escuela que incluía a Heráclito, entre otros;
- la escuela megárica fundada por Euclides de Megara;
- la escuela milesiana, representada por tres filósofos: Tales de Mileto, Anaximandro y Anaxímenes. Escuela fundada en el siglo VI a. C.;
- la escuela pitagórica, fundada en el siglo VI a. C. por Pitágoras, que fue también uno de los fundadores de las Matemáticas griegas;
- la cuela Eleática, fundada en el siglo V a. C. por Jenófanes de Colofón, Zenón de Elea y Parménides estaban asociados a esta escuela;
- el Atomistas, escuela fundada por Leucipo y Demócrito;
- los sofistas eran principalmente oradores; algunos de los más conocidos se enumeran a continuación:
  - Protágoras (-490/-420), del que existe una obra de Platón.
  - Gorgias (-480/-390), donde Platón vuelve a titular uno de sus diálogos con este nombre
  - Antífona (480-411 a. C.)
  - Pródicos de Ceos (-465/-399) es un filósofo presocrático, sin embargo sofista.
  - Hipias de Elis (-465/(-396/-390)), también llamado como Platón, un minor y un major;
  - Trasímaco (459-400 a. C.).

Otros personajes fueron contemporáneos de los filósofos presocráticos, pero no pertenecieron a ninguna escuela como tal, y también son considerados filósofos presocráticos:
- Anaxágoras de Clazómenas (-499/-428);
- Empédocles de Agrigento (~490-~430) ;
- Pericles (-495/-429);
- Damón el Músico fue consejero de Pericles y musicólogo, estudiando un concepto de gran importancia para los griegos, la armonía;

## Por regiones

### China
La filosofía china es la descripción de la filosofía oriental que comprende la suma de escuelas filosóficas creadas en China. Tiene una historia de varios miles de años y su inicio se suele establecer en el siglo XII a. C. con la escritura del I Ching (El libro de los cambios), un compendio antiguo sobre adivinación que introdujo alguno de los términos fundamentales de la filosofía china. Sin embargo, la tradición oral se remonta a épocas neolíticas.
La historia de la filosofía china se puede dividir en cuatro períodos. El primero vio venir las primeras doctrinas de la dinastía Shang acerca de lo cíclico, así como el I Ching (el Libro de los cambios). El segundo período es el de la filosofía china clásica, conocido por la variedad y cantidad de escuelas que se formaron. Entre ellas destacaron el confucianismo, el taoísmo, el moísmo, el legalismo y la Escuela de los Nombres. El tercer período comenzó cuando la dinastía Qin adoptó como filosofía oficial el legismo, persiguiendo además a los confucianistas y moistas. Luego la dinastía Han impuso al confucianismo y taoísmo como doctrinas oficiales, y su influencia continuaría hasta el siglo XX. El último período, el de la modernidad, se caracteriza por la importación e incorporación de la filosofía occidental.
Durante la dinastía Zhou occidental y los siguientes períodos después de su caída, florecieron las cien escuelas del pensamiento (siglo VI a. C. a 221 a. C.). Este período se caracterizó por importantes desarrollos intelectuales y culturales y vio el surgimiento de las principales escuelas filosóficas de China: el confucianismo, el legalismo y el taoísmo, así como numerosas otras escuelas menos influyentes. Estas tradiciones filosóficas desarrollaron teorías metafísicas, políticas y éticas como Tao, Yin y yang, Ren y Li que, junto con el budismo chino, influyeron directamente en la filosofía coreana, la filosofía vietnamita y la filosofía japonesa (que también incluye la tradición sintoísta nativa). El budismo comenzó a llegar a China durante la dinastía Han (206 a. C.-220 d. C.) a través de una transmisión gradual a través de la Ruta de la Seda, y mediante influencias nativas desarrollaron distintas formas chinas (como Zen) que se extendieron por toda la esfera cultural de Asia Oriental. Durante las dinastías chinas posteriores, como la dinastía Ming (1368-1644), así como en la dinastía coreana de Joseon (1392-1897), un renacimiento del neoconfucianismo dirigido por pensadores como Wang Yangming (1472-1529) se convirtió en la escuela de pensamiento dominante, y fue promovido por el estado imperial.
Alrededor del 500 a. C., después de que el gobierno Zhou se debilitara y China pasara al periodo de Primaveras y Otoños, comenzó el periodo clásico de la filosofía china, que coincide con la aparición de los primeros filósofos griegos. Terminó en el siglo III a. C., cuando el Qin Shi Huang, el primer emperador de la historia china, unificó todo el país.
A este periodo se le conoce como el de los cien escuelas de pensamiento (varios filósofos, cientos de escuelas), de las cuales sobresalen cinco: confucianismo, taoísmo, mohismo, legalismo y la Escuela de los Nombres.

### India
En esta época, del 1500 a. C. al 800 a. C., el vedismo era la tradición predominante en la India y constituía la herencia cultural épica de los indoeuropeos así como de las bases sobre las que se desarrolló después el brahmanismo y el hinduismo mediante una producción literaria que está considerada como la más antigua en la India.
La literatura védica está conformada por los samjitas ('colecciones'), que también son conocidos simplemente como Veda. Son libros de contenido esencialmente épico-religioso con escasas manifestaciones de pensamiento filosófico. Sin embargo, se encuentran dos ideas de naturaleza filosófica, que son: «la idea de lo Uno (eka) como origen de todo», que aparece en el himno X, 129 del Rig-veda, y «la idea de un orden cósmico (rita)» en la cosmología hinduista.
La primera de estas ideas es la doctrina del origen de todo a partir de una entidad abstracta y absoluta, lo Uno, entidad única de la que surge la multiplicidad y la variedad de la realidad empírica, inexistentes antes. Con el tiempo otros pensadores trataron de establecer la naturaleza de la relación entre la entidad abstracta y absoluta de lo Uno y la realidad empírica formulando diversas teorías al respecto que se desarrollarían durante todo el curso de la historia del pensamiento del vedismo, el brahmanismo y el hinduismo, y que solo encontrarían oposición con el desarrollo del budismo.

### Persia

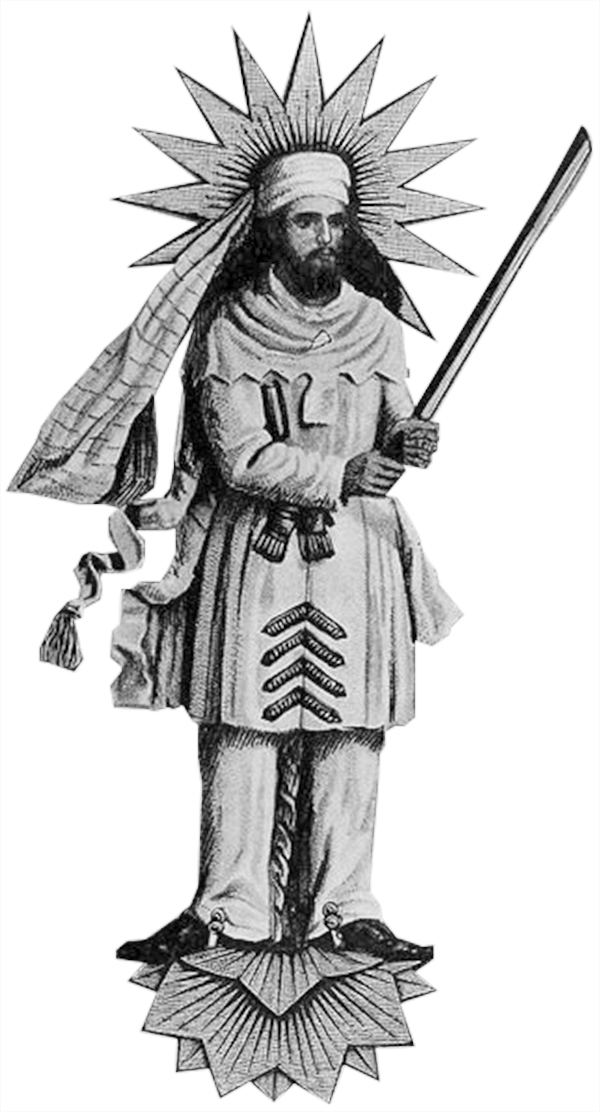
Ilustración parsi del representando a Zoroastro, inspirada en una escultura del.

La filosofía persa o filosofía iraní se remonta a tiempos  de tradiciones filosóficas y pensamientos que se originaron en la antigua persia con raíces indo-iraníes y fueron influenciadas considerablemente por las enseñanzas de Zoroastro. La cronología de la materia y de la ciencia de la filosofía comienza con los indo-iraníes, que datan este evento a 1500 a. C. La filosofía de Zaratustra ingresó a influir la tradición occidental a través del Judaísmo, y por lo tanto en el platonismo medio.

### Grecia
La filosofía griega es un periodo de la historia de la filosofía comprendido, aproximadamente, entre el surgimiento de la filosofía occidental en la zona de Jonia a principios del siglo VI a. C. hasta la invasión de Macedonia por los romanos en 149 a. C. En ocasiones también se denomina filosofía clásica o filosofía antigua, si bien ese período puede incluir también la filosofía romana.
La filosofía griega se puede dividir en tres subperíodos: el de la filosofía presocrática, que va de Tales de Mileto hasta Sócrates y los sofistas, la filosofía griega clásica (Platón y Aristóteles), y el período post-aristotélico o helenístico. A veces se distingue un cuarto período que comprende a la filosofía cristiana y neoplatónica.
La filosofía presocrática se caracterizó por una variedad de propuestas distintas sobre cómo entender el mundo y el lugar del hombre en él. A causa de los avances culturales y el intenso contacto con las culturas vecinas, las ciudades del mundo griego comenzaron a criticar a la tradicional concepción mitológica del mundo, y buscaron una concepción alternativa, natural y unificada. El pensamiento de estos primeros physiólogoi solo nos llega a través de escritos fragmentarios y reportes de otros pensadores posteriores.
Con la aparición de los sofistas a mitad del siglo IV a. C., el hombre pasó a ser el centro de las reflexiones filosóficas. Los sofistas se ocuparon en particular de problemas éticos y políticos, como la cuestión de si las normas y los valores son dados naturalmente o son establecidos por los hombres. Al mismo tiempo, el ateniense Sócrates desarrolló y aplicó la mayéutica, un método por el cual conversaba con otras personas y las llevaba por medio de una serie de preguntas a revelar las contradicciones inherentes a sus posturas. Sus manifestaciones de independencia intelectual y su conducta no acomodada a las circunstancias, le valieron una sentencia de muerte por impiedad a los dioses y corrupción de la juventud.
Debido a que Sócrates no dejó nada por escrito, su imagen fue determinada por su discípulo Platón. Sus obras en forma de diálogos constituyeron un punto central de la filosofía occidental. A partir de la pregunta socrática de la forma «¿Qué es X?» (¿Qué es la virtud? ¿Qué es la justicia? ¿Qué es el bien?), Platón creó los rudimentos de una doctrina de la definición. También fue autor de la teoría de las formas, que sirvió de base a la representación de una realidad con dos partes: el plano de los objetos perceptibles con nuestros sentidos frente al plano de las Formas solo accesibles al intelecto mediante abstracción. Solo el conocimiento de estas Formas nos brinda una comprensión más profunda de la totalidad de la realidad.
Aristóteles, discípulo de Platón, rechazó la teoría de las Formas como una innecesaria «duplicación del mundo». La distinción entre forma y materia es uno de los rasgos principales de la metafísica de Aristóteles. Su escuela comenzó a clasificar toda la realidad —tanto la naturaleza como la sociedad— en los diversos campos del conocimiento, a analizarlos y ordenarlos científicamente. Además, Aristóteles creó la lógica clásica del silogismo y la filosofía de la ciencia. Con esto, estableció algunos de los supuestos filosóficos fundamentales que fueron decisivos hasta la modernidad.

### Roma

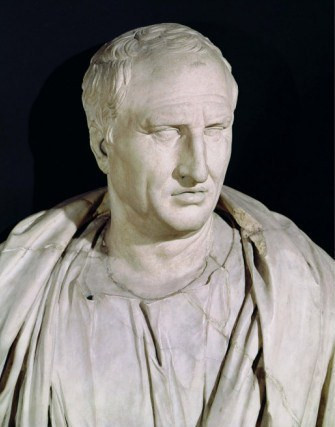
Busto de Cicerón.

La filosofía romana o latina es la filosofía desarrollada en la Antigua Roma, en textos de lengua latina y de lengua griega.
El pensamiento romano o latino se caracterizó por evitar la especulación pura y la búsqueda del pragmatismo y el eclecticismo, priorizando la filosofía práctica (ética y filosofía política) frente a la filosofía teórica (metafísica, lógica y epistemología). Su identificación con una extensión de la filosofía griega (filosofía greco-romana, como el resto de los rasgos de la civilización greco-romana) es un tópico cultural, iniciado en su propia época.

### Irán
La filosofía persa o filosofía iraní se remonta a tiempos  de tradiciones filosóficas y pensamientos que se originaron en la antigua persia con raíces indo-iraníes y fueron influenciadas considerablemente por las enseñanzas de Zoroastro. La cronología de la materia y de la ciencia de la filosofía comienza con los indo-iraníes, que datan este evento a 1500 a. C. La filosofía de Zaratustra ingresó a influir la tradición occidental a través del Judaísmo, y por lo tanto en el platonismo medio.

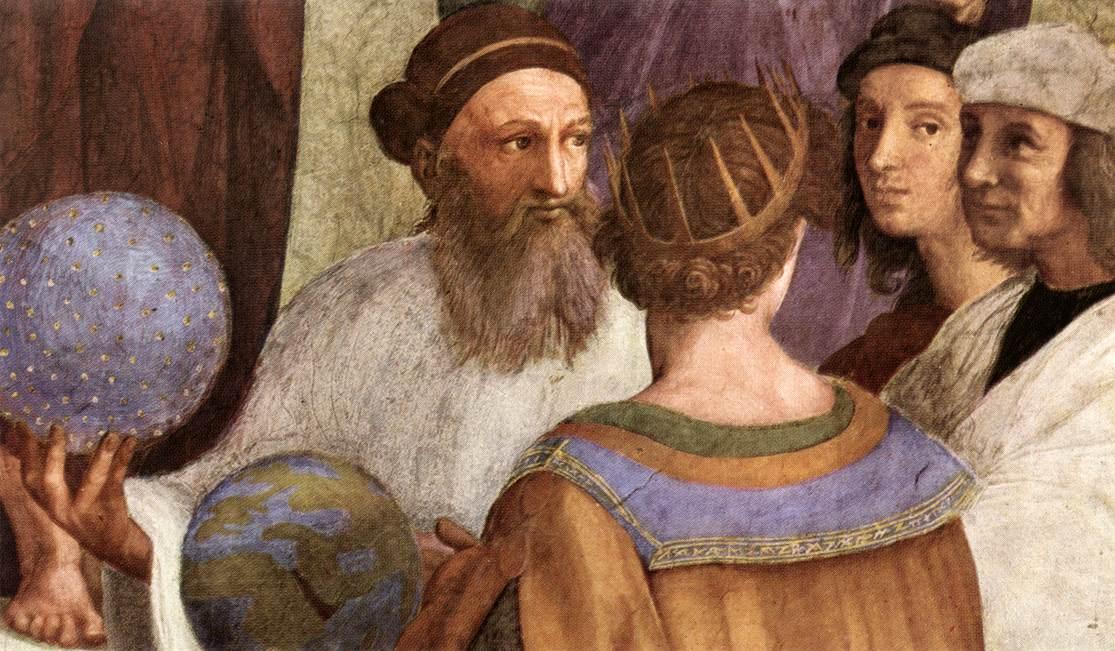
Zaratustra representado en La Escuela de Atenas de Rafael junto a Rafael que aparece como el antiguo pintor Apeles de Kos.

Aunque existen antiguas relaciones entre los Vedas indios y el Avesta iraní, las dos principales familias de las tradiciones filosóficas indoiraníes se caracterizaron por diferencias fundamentales en sus implicaciones para la posición del ser humano en la sociedad y su visión del papel del hombre en el universo. La primera carta de derechos humanos de Ciro el Grande, tal como se entiende en el cilindro de Ciro, se considera a menudo un reflejo de las cuestiones y pensamientos expresados por Zoroastro y desarrollados en las escuelas de pensamiento del Edad aqueménida de la historia de Irán.

#### Escuelas de pensamiento

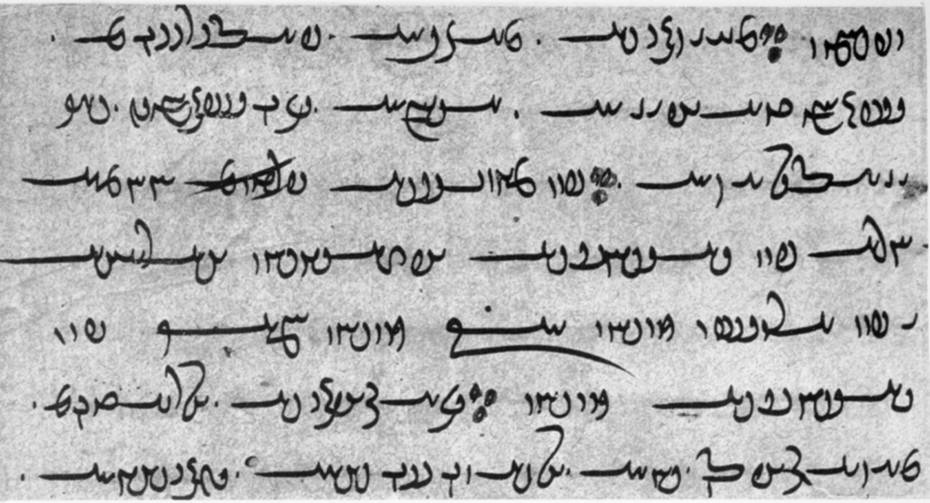
Texto de uno de los Gathas. Biblioteca Bodleiana, MS J2.

Las ideas y principios de las escuelas zoroástricas de la filosofía persa primitiva forman parte de muchas obras escritas en persa medio y de las escrituras existentes de la religión zoroástrica en lengua avestana. Entre ellas se encuentran tratados como el Shikand-gumanic Vichar de Mardan-Farrux Ohrmazddadan, selecciones de Denkard, Wizidagīhā-ī Zātspram ("Selecciones de Zātspram"), así como pasajes más antiguos del libro Avesta, los Gathas que se atribuyen al propio Zaratustra y se consideran sus "enseñanzas directas".

#### Zoroastrismo
- Zoroastro
- Jamasp
- Ostanes
- Mardan-Farrux Ohrmazddadan[28]
- Adurfarnbag Farroxzadan[29]
- Adurbad Emedan[29]
- Avesta
- Gathas
- Anacarsis

#### Maniqueísmo
- Mani (c. 216 - 276 CE)
- Ammo[30]

#### Mazdakismo
- Mazdak el Viejo[31]
- Mazdak (fallecido hacia 524 o 528 d. C.)

#### Zurvanismo
- Zurvanismo estético
- Zurvanismo materialista
- Zurvanismo fatalista

### Filosofía e Imperio
- Filosofía política
  - Tansar
- Universidad de Gundishapur

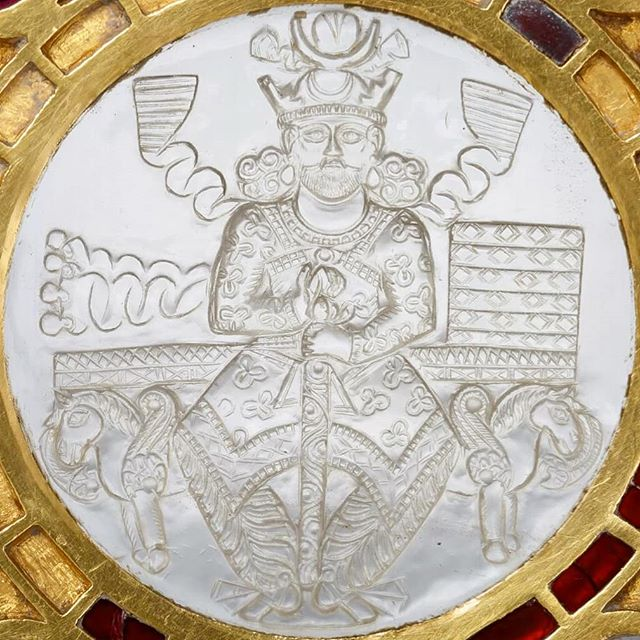
Placa representando al emperador sasánida Cosroes I.

  - Borzuya (o Burzōē o Burzōy o Borzouyeh, persa: بُرْزویه) fue un médico persa de finales de la era sasánida, en la época de Cosroes I.[32]
  - Bakhtshooa Gondishapuri
- Discursos filosóficos del Emperador Cosroes I
  - Pablo el persa, o Paulus Persa, teólogo y filósofo siríaco oriental del siglo VI que trabajó en la corte del rey sasánida Cosroes I.  Algunos eruditos lo identifican con Paulo de Nisibis (muerto en 571 d. C.)[33] y con Pablo de Basora.[34]

### Gnoseología

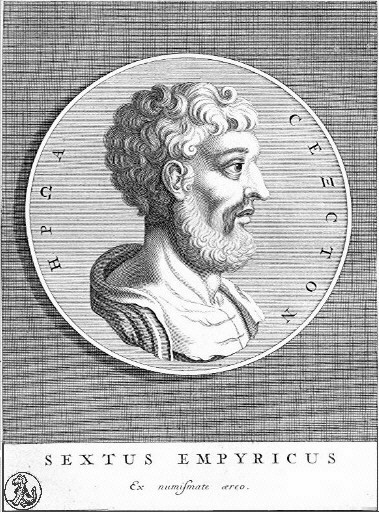
Imagen de Sexto Empírico.

## Por rama

### Metafísica
Ya desde los comienzos de la filosofía en Grecia, con los llamados filósofos presocráticos, se aprecian los intentos de entender el universo todo a partir de un principio (originario) único y universal, el αρχη (arjé).
Parménides de Elea (siglo VI-V a. C.) es considerado el fundador de la ontología. Es él quien utiliza por primera vez el concepto de ser/ente en forma abstracta. Este saber, metafísico, comenzó cuando el espíritu humano se hizo consciente de que lo real sin más no es lo que nos ofrecen los sentidos, sino lo que se capta con el pensamiento («Lo mismo es pensar y ser»). Es lo que él llama «ser», y que caracteriza a través de una serie de determinaciones conceptuales que están al margen de los datos de los sentidos, como ingénito, incorruptible, inmutable, indivisible, uno, homogéneo, etc. Parménides expone su teoría con tres principios: «el ser (o el ente) es y el no-ser no es», «nada puede pasar del ser al no-ser y viceversa» y «lo mismo es el pensar que el ser» (esto último se refiere a que no puede existir lo que no puede ser pensado). A partir de su afirmación básica («el ser es, el no-ser no es») Parménides deduce que el ser es ilimitado, ya que lo único que podría limitarlo es el no-ser; pero como el no-ser no es, no puede establecer limitación alguna. Por lo tanto, según deducirá Meliso de Samos, el ser es infinito (ilimitado en el espacio) y eterno (ilimitado en el tiempo). La influencia de Parménides es decisiva en la historia de la filosofía y del pensamiento mismo. Hasta Parménides, la pregunta fundamental de la filosofía era: ¿de qué está hecho el mundo? (a lo que algunos filósofos habían respondido que el elemento fundamental era el aire, otros que era el agua, otros un misterioso elemento indeterminado, etc.) Parménides instaló al «ser» (esse) en la escena como objeto principal del discurrir filosófico. El próximo paso decisivo lo dará Sócrates.
Sócrates (470-399 a. C.), en cambio, se centra en la moral. Su pregunta fundamental es: ¿qué es el bien? Sócrates creía que si se lograba extraer el concepto del bien se podía enseñar a la gente a ser buena (como se enseña la matemáticas, por ejemplo) y se acabaría así con el mal. Estaba convencido de que la maldad es una forma de ignorancia, doctrina llamada intelectualismo moral. Desarrolló la primera técnica filosófica que se conoce: la mayéutica. Consistía en preguntar y volver a preguntar sobre las respuestas obtenidas una y otra vez, profundizando cada vez más. Con ello pretendía llegar al «logos» o la razón final que hacía que una cosa fuera esa cosa y no otra. Este «logos» es el embrión de la «idea» de Platón, su discípulo.
Platón (427-347 a. C.) pone el punto central de la filosofía en la teoría de las Ideas. Platón observó que el logos de Sócrates era una serie de características que percibimos en los objetos (físicos o no) y están asociadas a él. Si a ese logos lo separamos del objeto físico y le damos existencia formal, entonces se llama «idea» (la palabra «idea» la introdujo Platón). En los diálogos platónicos aparece Sócrates preguntando por lo que es justo, valeroso, bueno, etc. La respuesta a estas preguntas presupone la existencia de ideas universales cognoscibles por todos los seres humanos que se expresan en estos conceptos. Es a través de ellas que podemos captar el mundo en constante transformación. Las ideas son el paradigma de las cosas. Su lugar está entre el ser y el no-ser. Son anteriores a las cosas, que participan (methexis) de ellas. En sentido estricto solo ellas son. Las cosas particulares que vemos solo representan copias más o menos exactas de las ideas. La determinación o definición de las ideas se obtiene a través del ejercicio dialógico riguroso, enmarcado en determinado contexto histórico y coyuntural, delimitando aquello en lo que se ha centrado la investigación (la idea). Con la teoría de las Ideas Platón pretende probar la posibilidad del conocimiento científico y del juicio imparcial. El hecho de que todos los seres humanos tengan la posibilidad de acceder a un mismo conocimiento, tanto en el campo de las matemáticas, como en el de la ética, lo explica a través de la teoría del «recuerdo» (ἀνάμνησις), según la cual recordamos las ideas eternas que conocimos antes de nuestro nacimiento. Con ello Platón explica la universalidad de la capacidad racional de todos los seres humanos, enfrentándose a algunos de sus contemporáneos que sostenían la incapacidad de acceder al conocimiento por parte de esclavos o pueblos no-helénicos, entre otros. La tradición postplatónica muchas veces entendió la teoría de las Ideas de Platón, en el sentido de que habría supuesto una existencia de las ideas separada de la existencia de las cosas. Esta teoría de la duplicación de los mundos, en la Edad Media condujo a la polémica sobre los universales.

### Epistemología
La epistemología encuentra ya sus primeras formas en la Antigua Grecia, inicialmente en filósofos como Parménides o Platón. Para los antiguos griegos, el tipo de conocimiento llamado episteme se oponía al conocimiento denominado doxa. La doxa era el conocimiento vulgar u ordinario del ser humano, no sometido a una rigurosa reflexión crítica. La episteme era el conocimiento reflexivo elaborado con rigor. De ahí que el término «epistemología» se haya utilizado con frecuencia como equivalente a «ciencia o teoría del conocimiento».
Para Platón, primero surgen las formas y luego los objetos del mundo sensible, mientras que para Aristóteles vienen estos objetos previamente a las formas, este es un concepto que los seres humanos hemos formado a partir de la experiencia sensible.

### Ética
Desde el inicio de la reflexión filosófica ha estado presente la consideración sobre la ética. Platón afronta la temática ética en diversos lugares y desde contextos diferentes. Así, por ejemplo, en el Gorgias busca superar el hedonismo y la ley del más fuerte. En el Fedón evidencia la importancia de lo que exista tras la muerte para regular el propio comportamiento. En La República aborda juntamente la ética individual (desde la perspectiva de una justicia dentro del alma) y la ética pública, con una compleja teoría del Estado, que encuentra complementos y puntos de vista diferentes en otras dos obras, el Político y las Leyes. En la segunda mitad de la obra Fedro, uno de los temas principales es la ética.
La Ética nicomáquea, seguramente el más importante tratado de ética de Aristóteles, se basa en la premisa de que todo ser humano busca la felicidad (ética eudemónica). Para Aristóteles todos los seres naturales tienden a cumplir la función que les es propia y están orientados a realizar completamente sus potencialidades. El bien, que es lo mismo que la perfección de un ser o la realización de las capacidades es cumplir su función propia, aquello a que solo él puede realizar. También los seres humanos están orientados a la realización plena de la función que les es propia. El problema que se suscita, entonces, es cuál es la función propia del hombre. Y si acaso hay más de un bien propio del hombre, ¿cuál es el bien más alto y más perfecto de los que puede alcanzar el ser humano?
Como en otras de sus obras, Aristóteles releva las opiniones de sus contemporáneos al respecto y comprueba que todas parecen estar de acuerdo en que el objetivo supremo del hombre es vivir bien y ser feliz, aunque hay muchos desacuerdos respecto de en qué consiste la felicidad y el buen vivir. Para Aristóteles la vida feliz (plena) es la que permite realizar la actividad superior (contemplación), con una suficiente autonomía (bienes materiales, salud), y en compañía de un número suficiente de amigos (cf. Ética nicomáquea I).
Solo son morales las acciones en las que se puede elegir y decidir qué hacer. En cambio, no son morales ni inmorales las acciones padecidas, compulsivas o forzosas. Lo que es moral es la acción que depende de la voluntad, si se actúa de modo correcto. ¿Cuándo se actúa correctamente? La forma correcta de actuar depende del ámbito de acción (dianoético o intelectual, ético o moral) y en parte está pautada por las costumbres de la comunidad a la que se pertenece (si la comunidad es éticamente sana, algo que supone Aristóteles para el mundo griego quizá de modo acrítico) y se aprende con la educación. Cuando se actúa de acuerdo con estas pautas, se vive bien y se es virtuoso.